# Själagården, Stockholm

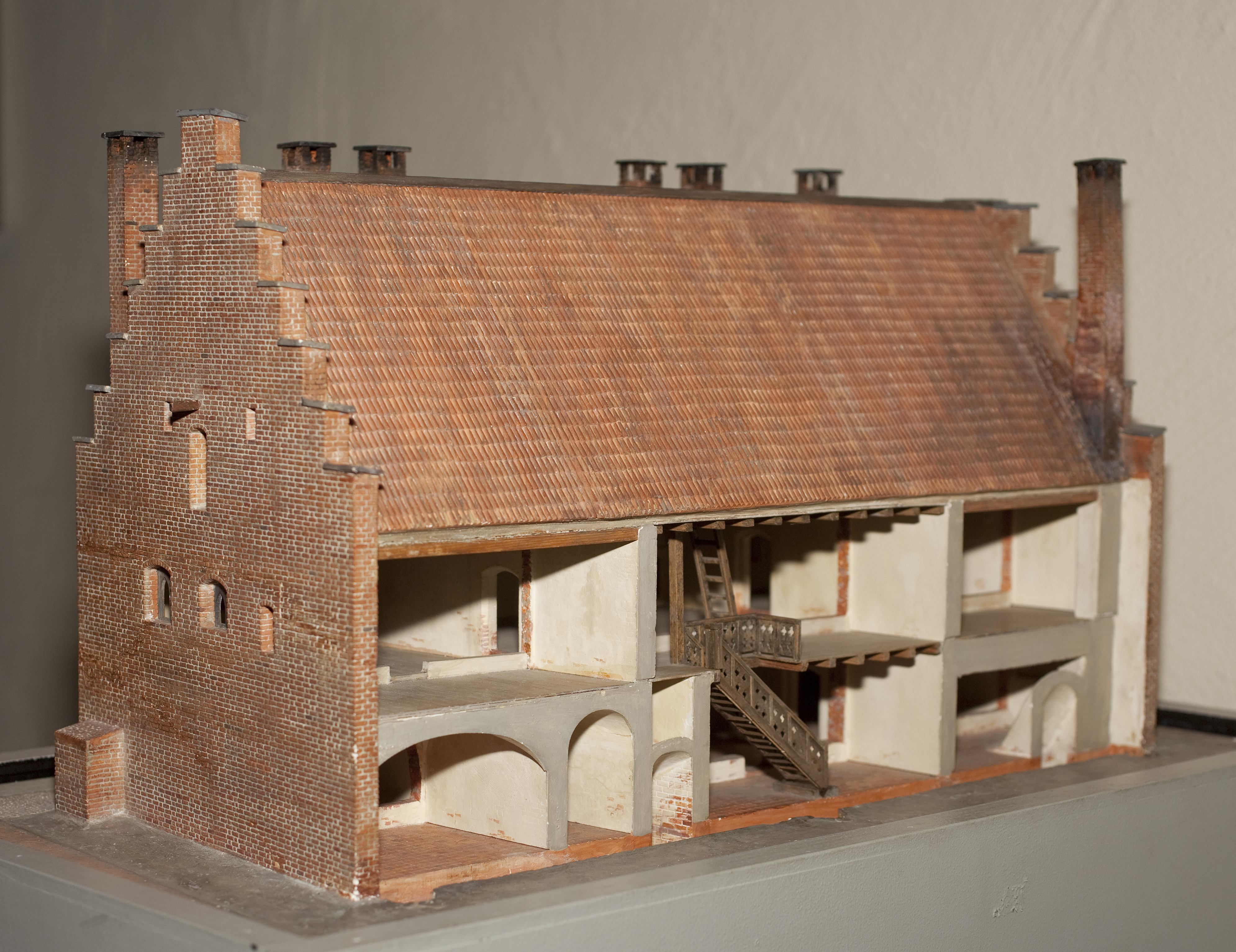
Modell visande Själagården i Stockholm.

Själagården kallades en själagård, en katolsk inrättning för äldre och sjuka, belägen vid dagens Själagårdsgatan 13 i Gamla stan i Stockholm. 

## Historik
Själagården existerade från cirka 1420 fram till reformationen, och avvecklades 1530 på kung Gustav Vasas befallning. Den var under 1400-talet huvudstadens största vårdgivare för de fattiga. Institutionen skulle enligt sina stadgar varje söndag skänka allmosor till 60 fattiga samt se till att de kunde bada sig rena en gång per månad. Själagården skulle även utspisa de fattiga vid högtiden Alla själars fest. Gården drevs av stiftelsen Själakoret vars främsta uppgift var att ordna mässor mot betalning. Själagården hade för ändamålet egna präster.
Huset revs 1933, men källaren med medeltida murverk från Själagårdens tid bevarades under nybygget från 1936. I byggnaden ligger ett äldreboende ägt av Stockholms domkyrkoförsamling. Ännu lever begreppet kvar i namnet på Själagårdsgatan i Gamla stan i Stockholm.